# Sandbergia perplexa

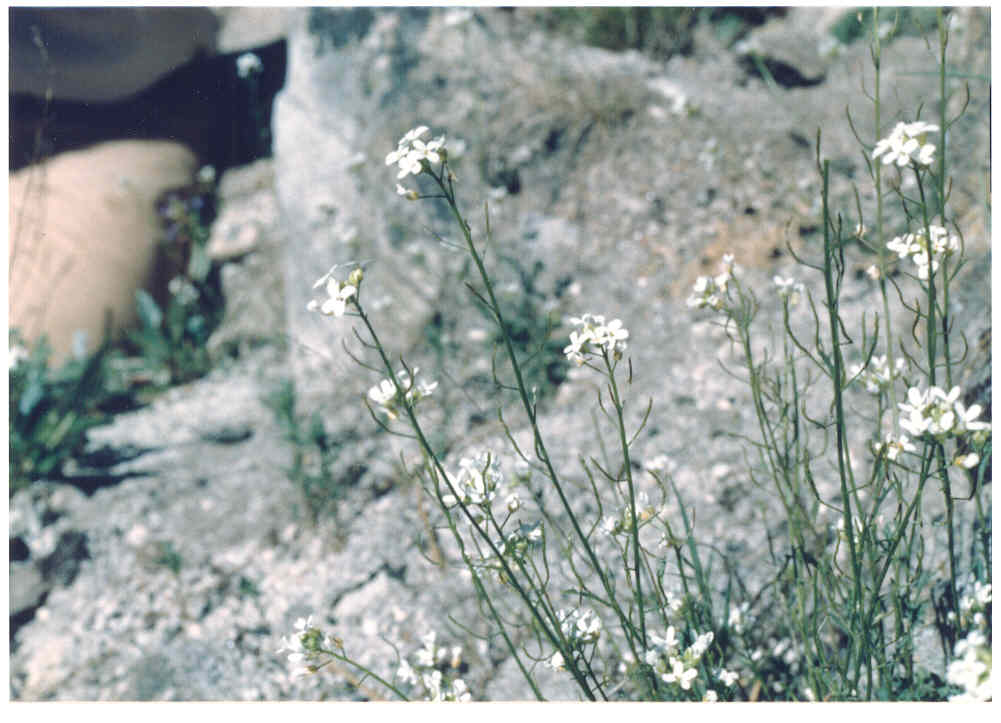
Halimolobos perplexa (Sandbergia perplexa) en el suroeste de Idaho

Sandbergia  es un género monotípico de fanerógamas perteneciente a la familia Brassicaceae.  Su única especie: Sandbergia perplexa es originaria de los Estados Unidos (Idaho, Montana, Washington).

## Descripción
Son hierbas , bienales o perennes con cáudice simple o ramificado con hojas de restos de años anteriores,  escasamente pubescente con tricomas subsésiles, diminutos, en forma de Y o cruz con rayos simples o bifurcados. Tallos de 1.3-4 (-5)  dm de altura, erectos a decumbentes, simples o ramificados arriba, con varios o casi nunca 1  caudex. Hojas basales con pecíolo de 0,5-2,5 cm, pubescentes; limbo estrecho  oblanceoladas ampliamente, 2-5 x 0.5  cm, densamente pubescentes, base atenuada, al margen lirado pinnatífidos o toscamente dentados, no ciliados, ápice obtuso a agudo, hojas caulinares 4-12, sésiles, oblongas a oblanceoladas, 0,6-2 cm x 2-6 mm, densamente a escasamente pubescentes, base atenuada, no auriculada, el margen  toscamente dentado para pinnatífido. Las inflorescencias en racimos corimbosos. Fruto lineal,   1.5-2   cm x 0,8-1 mm, ascendentes a suberectos, fuertemente aplanados, semillas de color marrón rojizo, oblongas, de 1-1,3 x 0,5-0,6 mm, uniseriados, sin alas. Tiene un número de cromosomas de 2 n = 14. Floración: abril-julio

## Hábitat
Se encuentra en pisos de artemisa, bosques de pino, grava basáltica y afloramientoa, bancos de arena, laderas rocosas, taludes graníticos a una altitud de  300-1500 m s. n. m..

## Taxonomía
Sandbergia perplexa fue descrita por  (L.F.Hend.) Al-Shehbaz y publicado en Harvard Papers in Botany 12(2): 426. 2007.
Sinonimia
- Halimolobos perplexa var. lemhiensis C.L. Hitchc.
- Halimolobos perplexa var. perplexa Rollins
- Sisymbrium perplexum L.F. Hend. basónimo
- Sophia perplexa (L.F. Hend.) Rydb.[2]